# Laura Rogora
Laura Rogora (Roma, 28 de abril de 2001) es una deportista italiana que compite en escalada, especialista en la prueba de dificultad.
Ganó una medalla de bronce en el Campeonato Mundial de Escalada de 2021 y tres medallas en el Campeonato Europeo de Escalada, en los años 2019 y 2024.

## Palmarés internacional
| Campeonato Mundial | Campeonato Mundial      | Campeonato Mundial | Campeonato Mundial |
| Año                | Lugar                   | Medalla            | Prueba             |
| ------------------ | ----------------------- | ------------------ | ------------------ |
| 2021               | Moscú (Rusia)           | Medalla de bronce  | Dificultad         |
| Campeonato Europeo |                         |                    |                    |
| Año                | Lugar                   | Medalla            | Prueba             |
| 2019               | Edimburgo (Reino Unido) | Medalla de plata   | Dificultad         |
| 2024               | Villars (Suiza)         | Medalla de oro     | Dificultad         |
| 2024               | Villars (Suiza)         | Medalla de oro     | Combinada          |